# Норфолска араукарија
Норфолска араукарија, собна јела или араукарија (лат. Araucaria excelsa, Araucaria heterophylla, енгл. Norfolk Island Pine) је дугогодишњи зимзелени четинар из породице араукарије (Araucariaceae). Иако потиче са Острва Норфока, распрострањена је широм света. У природном станишту може да нарасте и преко 70 m, док се у собним условима развија до 150 cm. Због своје сличности са јелом, користи се и као новогодишње украсно дрво.

## Опис биљке
потиче са јужнопацифичких острва, где је откривена 1793. године. Веома је слична сродној чилеанској Araucaria araucana. У зависности где се узгаја може да достигне висину од 50 cm до 70 m. Највише јој прија умерена континентална клима од -5°C до 21°C, али успева да опстаје и у краткорочним врућинама и хладноћама. У првим годинама раста Araucaria excelsa карактерише симетрично распоређене гране са тамнозеленим игличасти лишћем. У каснијим годинама, симетричност се губи. Образује макро и микростробиле сваке 3-4 године у септембру, а шишарке са семеном у априлу (јужна хемисфера). Семе крупно окриљено са стране у килограму има 573 зрна. Оне се распадају априла-маја. У првим годинама живота осетљива је на беле и зелене ваши. Превисока температура доводи до опадања иглица. Лоше земљиште може да проузрокује мањи раст и блеђу боју.

## Значај
Поред улепшавање отворених простора у условима медитеранске, и сличне климе, Araucaria excelsa се користи и као собна биљка, а понекад и као замена за новогодишњу јелку. Уколико се користе као јелка, препоручује се да се на њој не стављају украси који дају топлоту (сијалице, лампице, свећице...) јер може доћи до опадања иглица.